# Angelo Piccioli
Angelo Piccioli (Bergamo, 18 aprile 1920 – Alzano Lombardo, 4 ottobre 1991) è stato un allenatore di calcio e calciatore italiano.

## Carriera

### Giocatore
Cresce tra le file dell'Ardens Bergamo in Prima Divisione, per poi trasferirsi in Serie C a Savona prima e Parma poi. Coinvolto negli eventi bellici della seconda guerra mondiale, gioca nel 1944 il torneo di guerra tra le file dell'Atalanta, per disputare poi campionati di Serie B tra le file di Lecco, Perugia e Verona.

### Allenatore
Nell'ultimo anno di calciatore, subentra alla guida della sua squadra, il Verona, che guiderà per altri tre anni. Dopo un anno di inattività, nel 1954-1955 ritorna sulla panchina degli scaligeri che porterà in Serie A due anni più tardi. L'annata successiva viene esonerato. Dopo un altro anno di inattività comincia il suo ciclo alla guida del Lecco, sulla cui panchina siederà per nove stagioni, impreziosite da due promozioni nel massimo campionato.
Va per una stagione a Chieti, in Serie C, per poi svolgere il compito di allenatore in seconda dell'Atalanta. Dopo tre anni subentra a Heriberto Herrera alla guida dei nerazzurri, guidandoli alla salvezza. Al termine della carriera di allenatore ricopre il ruolo di responsabile del settore giovanile atalantino.

## Palmarès

### Giocatore

#### Competizioni nazionali
- Serie C: 1

Savona: 1939-1940

### Allenatore
- Campionato italiano di Serie B: 1

Verona: 1956-1957
- Promosso in Serie A: 2

Lecco: 1959-1960, 1965-1966